# جی آر. اسمیت
جی آر. اسمیت (انگلیسی: Jay R. Smith؛ ‏ ۲۹ اوت ۱۹۱۵ – ۵ اکتبر ۲۰۰۲ (body discovered)) بازیگر و کمدین اهل ایالات متحده آمریکا و یکی از بازیگران خردسال دارودسته ما بود.
از فیلم‌هایی که وی در آن نقش داشته‌است، می‌توان به سگم را دوست دارم، کک‌های جنجال‌آفرین، شرکت بارنوم و رینگلینگ، ۴۵ دقیقه از هالیوود، جهانگردی اشاره کرد.